# Ricardo Norberto Flouret
Ricardo Norberto Flouret (fl. 1982), militar argentino perteneciente al Ejército Argentino.

## Biografía
El teniente coronel Flouret fue jefe del Regimiento de Infantería 19 y se desempeñó como jefe de la Fuerza de Tareas «Berdina» en Santa Lucía en 1975.
Durante el régimen del Proceso de Reorganización Nacional Flouret fue uno de los militares más cercanos al periodismo y la diligencia política.
El general de brigada Flouret fue comandante de la VII Brigada de Infantería en 1982. Por la guerra de las Malvinas, marchó a Río Gallegos; nunca se dispuso su traslado a las Malvinas.
En la crisis de la posguerra existió un enfrentamiento intestino en el Ejército Argentino al nivel de los generales de brigada. Un lado liderado por Flouret contra otro conducido por el general Miguel Mallea Gil.
En agosto de 1982 el comandante en jefe del Ejército Cristino Nicolaides sancionó al general Flouret con 15 días de arresto, disponiendo su retiro finalmente.
En 1985, Flouret fue uno de los 18 integrantes del Consejo para la Consolidación de la Democracia, creado por el presidente Raúl Alfonsín.